# Arebius navajo
Arebius navajo är en mångfotingart som beskrevs av Chamberlin 1943. Arebius navajo ingår i släktet Arebius och familjen stenkrypare. Inga underarter finns listade i Catalogue of Life.